# Trouble schizophréniforme
 Mise en garde médicale
Le trouble schizophréniforme est un trouble mental diagnostiqué lorsque des symptômes de la schizophrénie sont présents durant une période significative comprise entre un et six mois, mais les signes de perturbations ne sont pas présents durant les plus de six mois requis pour le diagnostic de la schizophrénie. 
Les symptômes de ces deux troubles impliquent les délires, hallucinations, trouble du langage, comportement catatonique ou désorganisé et isolement social.
Comme pour la schizophrénie, le trouble schizophréniforme est souvent soigné à l'aide de médicaments neuroleptiques, spécialement atypiques, parmi divers traitements (comme la psychothérapie, la thérapie familiale, l'ergothérapie, etc.) désignés pour réduire l'impact social et émotionnel lié à la maladie. Le pronostic varie aux dépens de la nature, de la sévérité et de la durée des symptômes, mais deux-tiers des individus diagnostiqués de troubles schizophréniforme développent une schizophrénie.

## Épidémiologie
La prévalence du trouble schizophréniforme est de nature égale chez l'homme et la femme. La tranche d'âge est de 18–24 ans chez les hommes et de 24–35 ans chez les femmes. Tandis que les symptômes se développent par étape durant une période d'un an, le critère diagnostique du trouble schizophréniforme requiert une survenue plus rapide.